# Списък на царете на Шумер и Акад
Списък на царете на Шумер

## Списък

### II Ранен Династически

#### Първа Династия наКиш
XXIX век пр.н.е. – XXVII век пр.н.е.
- Етана
- Балих
- Енменуна
- Мелам-Киши
- Барсалнуна
- Симуг
- Тизкар
- Илкум
- Илтасадум
- Ен-Менбарагеси
- Ага

Управлението преминава към династия Урук

#### Първа ДинастияУрук
XXIX век пр.н.е. – XXVI век пр.н.е.
- Мескианггашер
- Ен-Меркар
- Лугалбанда
- Думузи
- Гилгамеш
- Урлугал
- Утулкалама
- Лабашум
- Енундараана

Управлението преминава към династия Ур

#### Първа ДинастияУр
XXVI век пр.н.е. – XXIV век пр.н.е.
- Мескаламдуг (Акаламду? Произхожда от друг род.)
- Месанепада 2563 г. пр.н.е. – 2524 г. пр.н.е.
- Аанепада 2523 г. пр.н.е. – 2484 г. пр.н.е.
- Мескиангнуна 2483 г. пр.н.е. – 2423 г. пр.н.е.
- Елили (Елулу, Балулу?) (Произхожда от друг род.)

Управлението преминава към династия Лагаш

#### Първа ДинастияЛагаш
I Династия Лагаш не се споменава в списъка
2500 г. пр.н.е. – 2312 г. пр.н.е.
- начало XXV век пр.н.е.: Ур-Нанше
- 1-ва пол. XXV век пр.н.е.: Акургал
- ок. 2450 – 2425 г. пр.н.е.: Еанатум
- конец XXV век пр.н.е.: Енанатум I
- ок. 2360 – 2340 г. пр.н.е.: Ентемена
- ок. 2340 – 2334 г. пр.н.е.: Енанатум II
- ок. 2334 – 2328 г. пр.н.е.: Саргон
- ок. 2328 – 2319 г. пр.н.е.: Лугаланда
- ок. 2319 – 2311 г. пр.н.е.: Уруинимгина

#### Аван
Управлението преминава към династия Киш

#### Втора ДинастияКиш
XXV г. пр.н.е.
- Месалим ок. 2600 г. пр.н.е.
- двама неизвестни царе
- Дадасиг
- Магалгала
- Калбум Галбум
- Туг-Е
- Менануна
- Енби-Астар Ен-би-Иштар
- Лугалму
- ИбиЕра
- Ухуб

Управлението преминава към династия Хамази

#### ДинастияХамази
ок. 2400 г. пр.н.е.
- Хатаниш

Управлението преминава към династия Урук

#### Втора ДинастияУрук
2400 г. пр.н.е. – 2336 г. пр.н.е.
- Ен-Шакушана
- Лугалкингенешдуду
- Лугалкисалси

Управлението преминава към династия Уру

#### Втора ДинастияУр
II Династия Ура – също като втората Династия Урук.(??)
Управлението преминава към династия Адаб

#### Адаб
- Лугаланемунду

Управлението преминава към династия Мари

#### Мари
Управлението преминава към династия Киш

#### Третя ДинастияКиш
XXIV г. пр.н.е. – XXIII г. пр.н.е.
- Ку-Баба
- Пузур-Суен (ок. 2347 г. пр.н.е. – 2322 г. пр.н.е.)
- Ур-Забаба (ок. 2322 г. пр.н.е. – 2316 г. пр.н.е.).

Управлението преминава към династия Акшак

#### ДинастияАкшак
2500 г. пр.н.е. – 2315 г. пр.н.е.
- Унзи управлявал 30 години.
- Ундадибдид управлявал 6 години.
- Зузу управлявал 6 години.
- Пузур-Сумукан управлявал 20 години.
- ИшуЕл управлявал 24 години.
- Шу-СуЕн

Управлението преминава към династия Киш

#### Четвърта ДинастияКиш
Управлението преминава към династия Урук. Потомците на Ур-Забаби продължили да управляват и при акадските царе, видимо подчинявайки им се номинално. „Царски Списък“ също споменава още пет царе, владели Киш до 2250 г. пр.н.е.
- Зимудар 30 години
- Уси-ватар 6 години
- Иштар-мути 11 години
- Ишме-Шмаша 11 години
- Наниа 3 години

#### Династия Ума
- Уш
- Енакале
- Ур-Лума
- Ил

#### Трета ДинастияУрук
2336 – 2311 г. пр.н.е.
- ок. 2336 – 2311 г. пр.н.е.: Лугалзагеси

Управлението преминава към династия Акад

#### ДинастияАкад
2316 г. пр.н.е. – 2170-х г. пр.н.е.
- ок. 2316 – 2261 г. пр.н.е.: Шаррумкен (Саргон I)
- ок. 2261 – 2252 г. пр.н.е.: Римуш
- ок. 2252 – 2237 г. пр.н.е.: Маништушу
- ок. 2237 – 2200 г. пр.н.е.: Нарам-Суен
- ок. 2200 – 2176 г. пр.н.е.: Шаркалишарри
- ок. 2176 – 2173 г. пр.н.е.: Икики, Нанум, Ими, Елулу (возможно, Елулу-Меш)
- ок. 2173 – 2152 г. пр.н.е.: Дуду
- ок. 2152 – 2137 г. пр.н.е.: Шу-турул

Управлението преминава към династия Урук

#### Четвърта ДинастияУрук
2150 г. пр.н.е. – 2120 г. пр.н.е.
Управлението преминава към династия кутиям
4-та Династия Урук – царска династия, управлявала в древния шумерски град Урук (Южното Междурече) около 2150 г. пр.н.е. – 2120 г. пр.н.е.
От известния годиниопис на шумерите „Царски Списък“ е известно, че IV династия Урук е съставена от петима царе, които управлявали Урук през годините, когато на територията на Междуречието и най-вече в самия град Урук господствали племената кутии. Обаче нищо за тези царе и дори за имената им не се споменава в „Царския Списък“. От други източници са известни имената на следващите владетели.
- Уринигин
- Ургигир
- Куда
- Пузур-или
- Ур-Баба (Урук)

Управлението преминава към династия Урук

#### Кутии
XXII г. пр.н.е.
Царската династия на кутиите, управлявала от ок. 2230 до 2109 г. пр.н.е.
Управлението преминава към династия Урук

#### Втора Династия Лагаш
ок. 2136 г. пр.н.е. – ок. 2109 г. пр.н.е.
- ок.  г. пр.н.е. – г. пр.н.е.: Лугал-Ушумгал
- ок.  г. пр.н.е. – г. пр.н.е.: Пузур-Мама
- ок.  г. пр.н.е. – г. пр.н.е.: Ур-Мама
- ок.  г. пр.н.е. – г. пр.н.е.: Ур-Нинсун
- ок. 2155 – 2142 г. пр.н.е.: Ур-Баба
- ок. 2142 – 2116 г. пр.н.е.: Гудеа
- ок. 2116 – 2111 г. пр.н.е.: Ур-Нин-Нгирсу
- ок. 2111 – 2110 г. пр.н.е.: Какуг
- ок. 2110 – 2109 г. пр.н.е.: Лу-Баба
- ок. 2109 – 2108 г. пр.н.е.: Лу-Гула
- ок. 2108 – 2104 г. пр.н.е.: Намахани
- ок. 2104 – 2097 г. пр.н.е.: Ур-Аба
- ок. 2097 – 2096 г. пр.н.е.: Урнгар
- ок. 2096 – 2076 г. пр.н.е.: Пиригме
- ок. 2069 – 2063 г. пр.н.е.: Лукани
- ок. 2063 – 2057 г. пр.н.е.: Ур-Лама

#### Пета ДинастияУрук
2112 – 2104 г. пр.н.е.
- ок. 2112 – 2104 г. пр.н.е.: Утухенгал

Управлението преминава към династия Уру

#### Трета Династия Ур
2112 г. пр.н.е. – 2003 г. пр.н.е.
- 01. ок. 2114 – 2096 г. пр.н.е.: Ур-Наму
- 02. ок. 2096 – 2048 г. пр.н.е.: Шулги
- 03. ок. 2048 – 2039 г. пр.н.е.: Амар-Суен (или Бур-Син I)
- 04. ок. 2039 – 2030 г. пр.н.е.: Шу-Суен
- 05. ок. 2030 – 2006 г. пр.н.е.: Ибби-Суен

Управлението преминава към династия Иссину

#### Първа ДинастияИсин
(ок. 2017 – 1794 г. пр.н.е.) управлявала 223 години
- 01. ок. 2017 – 1985 г. пр.н.е.: Ишби-Ерра
- 02. ок. 1985 – 1975 г. пр.н.е.: Шуилишу
- 03. ок. 1975 – 1954 г. пр.н.е.: Идин-Даган
- 04. ок. 1954 – 1935 г. пр.н.е.: Ишме-Даган
- 05. ок. 1935 – 1924 г. пр.н.е.: Липит-Иштар
- 06. ок. 1924 – 1896 г. пр.н.е.: Ур-Нинурта
- 07. ок. 1896 – 1874 г. пр.н.е.: Бур-Син II
- 08. ок. 1874 – 1869 г. пр.н.е.: Липит-Елил
- 09. ок. 1869 – 1861 г. пр.н.е.: Ерра-имитти
- 10. ок. 1861 – 1837 г. пр.н.е.: Елил-бани
- 11. ок. 1837 – 1834 г. пр.н.е.: Замбия
- 12. ок. 1834 – 1831 г. пр.н.е.: Итер-пиша
- 13. ок. 1831 – 1828 г. пр.н.е.: Урдулкуга
- 14. ок. 1828 – 1817 г. пр.н.е.: Син-магир
- 15. ок. 1817 – 1794 г. пр.н.е.: Дамик-илишу I

#### ДинастияЛарса
(ок. 2025 – 1763 г. пр.н.е.) управлявала 262 години
- 01. ок. 2025 – 2005 г. пр.н.е.: Напланум
- 02. ок. 2005 – 1977 г. пр.н.е.: Емициум
- 03. ок. 1977 – 1942 г. пр.н.е.: Самиум
- 04. ок. 1942 – 1933 г. пр.н.е.: Забайя
- 05. ок. 1933 – 1906 г. пр.н.е.: Гунгунум
- 06. ок. 1906 – 1895 г. пр.н.е.: Абисарихи
- 07. ок. 1895 – 1866 г. пр.н.е.: Суму-Ел
- 08. ок. 1866 – 1850 г. пр.н.е.: Нур-Адад
- 09. ок. 1850 – 1843 г. пр.н.е.: Син-идинам
- 10. ок. 1843 – 1841 г. пр.н.е.: Син-Ерибам
- 11. ок. 1841 – 1836 г. пр.н.е.: Син-икишам
- 12. ок. 1836 – 1835 г. пр.н.е.: Цили-Адад
- Кудурмабуг
- 13. ок. 1835 – 1823 г. пр.н.е.: Варад-Син
- 14. ок. 1823 – 1763 г. пр.н.е.: Рим-Син